# Họ An him

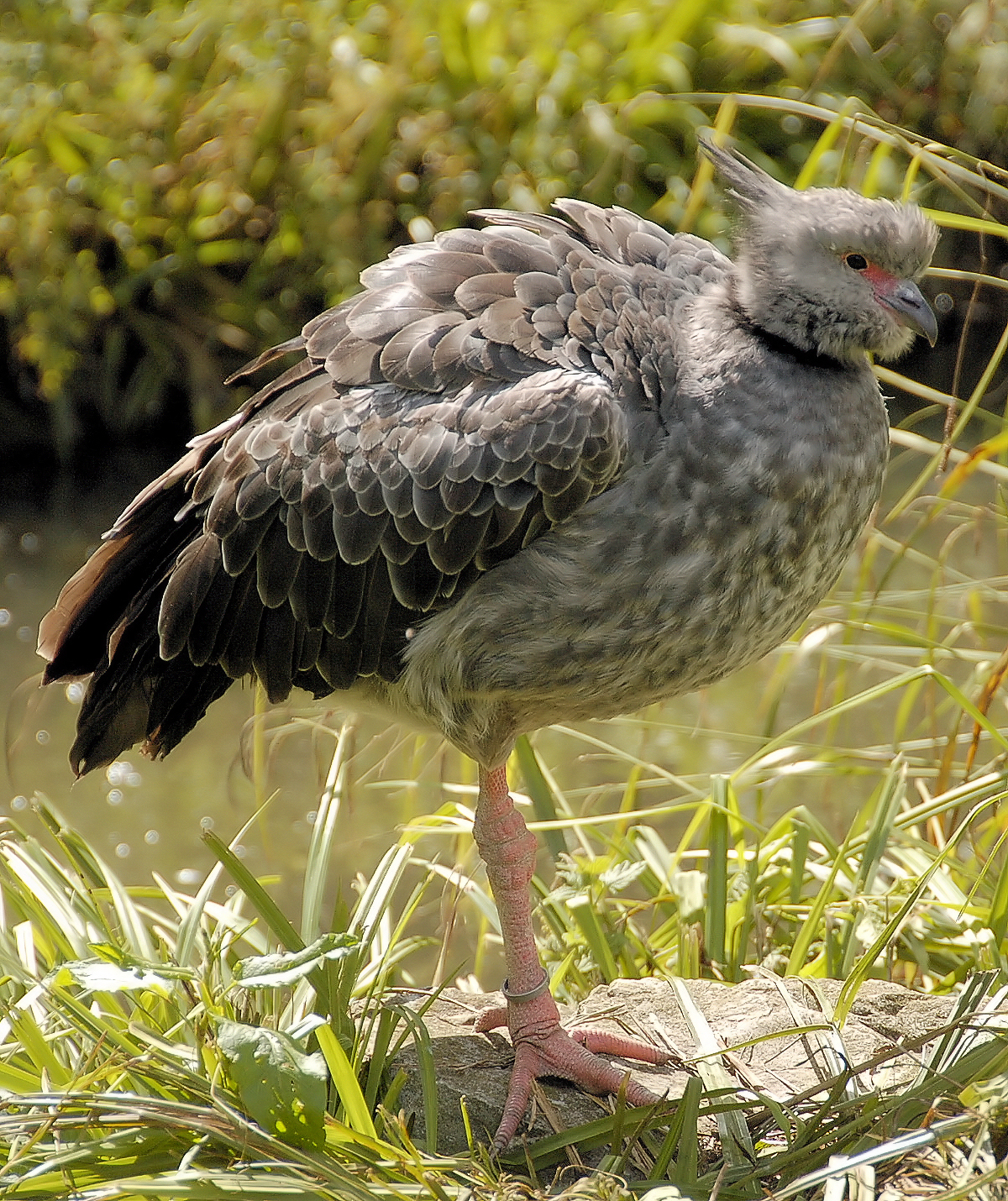
An him mào (hay an him phương Nam) Chauna torquata

Họ An him hay họ Chim an him là một họ chim nhỏ với danh pháp khoa học Anhimidae. Trong suốt một thời gian dài người ta cho rằng nó có quan hệ họ hàng gần với bộ Gà (Galliformes), nhưng trên thực tế chúng là những loài chim của bộ Ngỗng, có quan hệ họ hàng gần với ngỗng bồ các, nhưng có mỏ trông giống như ở các dạng gà, trĩ.

## Tên gọi
Ba loài chim trong họ này chỉ sinh tồn tại Nam Mỹ, phân bố trong khu vực từ Venezuela tới miền bắc Argentina. Do vậy, chúng không có tên gọi tương ứng trong tiếng Việt. Trong tiếng Anh, người ta gọi chúng là screamer, nghĩa là con chim kêu (chim hét) do tiếng kêu to của chúng. Trong tiếng Pháp, người ta gọi chúng là kamichi. Từ điển Pháp-Việt dịch từ kamichi thành chim an him, có lẽ là phiên âm từ Anhima/Anhimidae. Do vậy trong bài này và loạt bài liên quan tới ba loài của họ này, tạm thời gọi là an him cho tới khi chúng có tên gọi chính thức bằng tiếng Việt.

## Các loài
- Anhima cornuta: An him sừng
- Chauna torquata: An him mào hay an him phương Nam
- Chauna chavaria: An him vòng cổ đen hay an him phương Bắc

## Đặc điểm
Chúng là những loài chim to lớn, đồ sộ với đầu nhỏ hơi rủ xuống, chân dài, các ngón lớn nhưng chỉ có màng chân một phần. Chúng có các cựa lớn trên cánh, được sử dụng trong những trận đánh nhau để tranh chấp lãnh thổ và bạn tình, những chiếc cựa này có thể bị gãy trong ngực của những con chim an him khác và như thế phải thường xuyên được thay mới. Không giống như các loài vịt, chúng có sự thay lông một phần và có thể bay suốt năm. Chúng sinh sống trong các khu vực thoáng đãng và đầm lầy ít cỏ và thức ăn là các loại thực vật thủy sinh. Một loài, an him phương Nam, bị coi là loài địch hại do nó ăn trụi các loại cây trồng và cạnh tranh nguồn thức ăn với các loại gia cầm.
Các loài an him đẻ 2 tới 7 trứng vỏ màu trắng, với 4-5 trứng là điển hình. Chim non, giống như ở phần lớn các loài trong bộ Ngỗng, có thể đi lại ngay sau khi nở. Chúng thường được chim bố mẹ chăm sóc trên mặt nước hay gần những nơi có nước do chúng có thể bơi lội tốt hơn so với đi lại. Điều này giúp chúng tránh được kẻ thù. Giống như các loài vịt, chim non của an him hòa nhập vào cuộc sống khá sớm. Điều này, cùng với thức ăn đơn giản làm cho chúng trở nên dễ thuần hóa. Chúng có thể giúp bảo vệ khá tốt do những tiếng kêu to của chúng khi gặp những gì mới lạ và có thể có tiềm năng đe dọa.
Một điều không chắc chắn là ba loài an him này đang nguy cấp hay đang suy giảm số lượng. Chúng ít khi bị săn bắn, mặc dù rất dễ nhìn thấy, do thịt của chúng có bề mặt rỗ và thủng lỗ chỗ do các túi khí nhỏ, làm cho nó trông không thú vị. Các mối đe dọa chính đối với chúng là sự phá hủy môi trường và sự thâm canh ngày càng gia tăng trong nông nghiệp, nhưng mức độ và phạm vi ảnh hưởng của các yếu tố này là không xác định rõ.